# Cuffy
Cuffy és un municipi francès situat al departament del Cher i la regió Centre - Vall del Loira. El 2021 tenia 1 047 habitants.